# Eskilstorps kyrka
Eskilstorps kyrka är en kyrkobyggnad i Vellinge. Den tillhör Vellinge-Månstorps församling i Lunds stift.

## Kyrkobyggnaden
Nuvarande kyrka byggdes 1873. Av den gamla sparade man bara nederdelen av tornet, som byggdes under senmedeltiden. Kyrkan är byggd i tegel och har långhus med femsidigt kor. 1936 byggdes tornet på som ett led i en större ombyggnation, ledd av Eiler Græbe.
Kyrkan inhägnas av murverk.

## Inventarier
Dopfunten höggs på 1100-talet och kommer från den gamla kyrkan. Även altaruppsatsen från 1632 kommer därifrån. Den renoverades 1935-1936.
Av kyrksilvret kan nattvardskärlet från 1758 och oblatasken från 1699 nämnas. I kyrkan finns även kyrkotextil utförd av Märta Måås-Fjetterström.

### Orgel
- 1843 byggde Pehr Lund, Lund en orgel med 5 stämmor.
- 1924 byggde A. Mårtenssons Orgelfabrik AB, Lund en orgel med 10 stämmor.
- Den nuvarande orgeln byggdes 1975 av A. Mårtenssons Orgelfabrik AB, Lund och är en mekanisk orgel.

| Huvudverk I   | Svällverk II      | Pedal        | Koppel |
| Gedackt 8´    | Dulcianflöjt 8´   | Subbas 16´   | I/P    |
| Principal 4´  | Rörflöjt 4'       | Borduna 8'   | II/P   |
| Koppeflöjt 4' | Principal 2'      | Nachthorn 4' | II/I   |
| Waldflöjt 2'  | Nasat 1 1/3'      |              |        |
| Mixtur 3 chor | Krumhornsregal 8' |              |        |
|               | Tremulant         |              |        |